# Kastration af smågrise
Kastration af smågrise er en dansk dokumentarfilm fra 1977.

## Handling
Filmen forklarer instruktivt i tegne- og realfilm, hvordan svineavleren selv kan kastrere smågrise.